# والنات کریک (کالیفرنیا)
والنات کریک (به انگلیسی: Walnut Creek) شهری در شهرستان کنترا کوستا ایالت کالیفرنیا است که در سرشماری سال ۲۰۱۰ میلادی، ۶۴۱۷۳ نفر جمعیت داشته است.